# Payo Silincah
Payo Silincah is een bestuurslaag in het regentschap Jambi van de provincie Jambi, Indonesië. Payo Silincah telt 12.865 inwoners (volkstelling 2010).